# Balloonfest '86
Balloonfest '86是1986年的一個由美國聯合勸募在俄亥俄州克里夫蘭發起的籌款活動。人們在該活動中釋放了近150萬氣球，創造了同時釋放最多氣球的世界紀錄。該活動本身應為一個對人無害的宣傳噱頭，然而很多氣球被風吹回城市中，並降落在其周邊地區，引致交通擠塞及影響附近的機場。這些氣球更妨礙了美国海岸警卫队尋找兩個遇溺的漁民，終致他們溺斃。而舉辦活動的美國聯合勸募更在日後被多番起訴，追討逾百萬美元的賠償金，並使得該籌款活動出現赤字。

## 準備

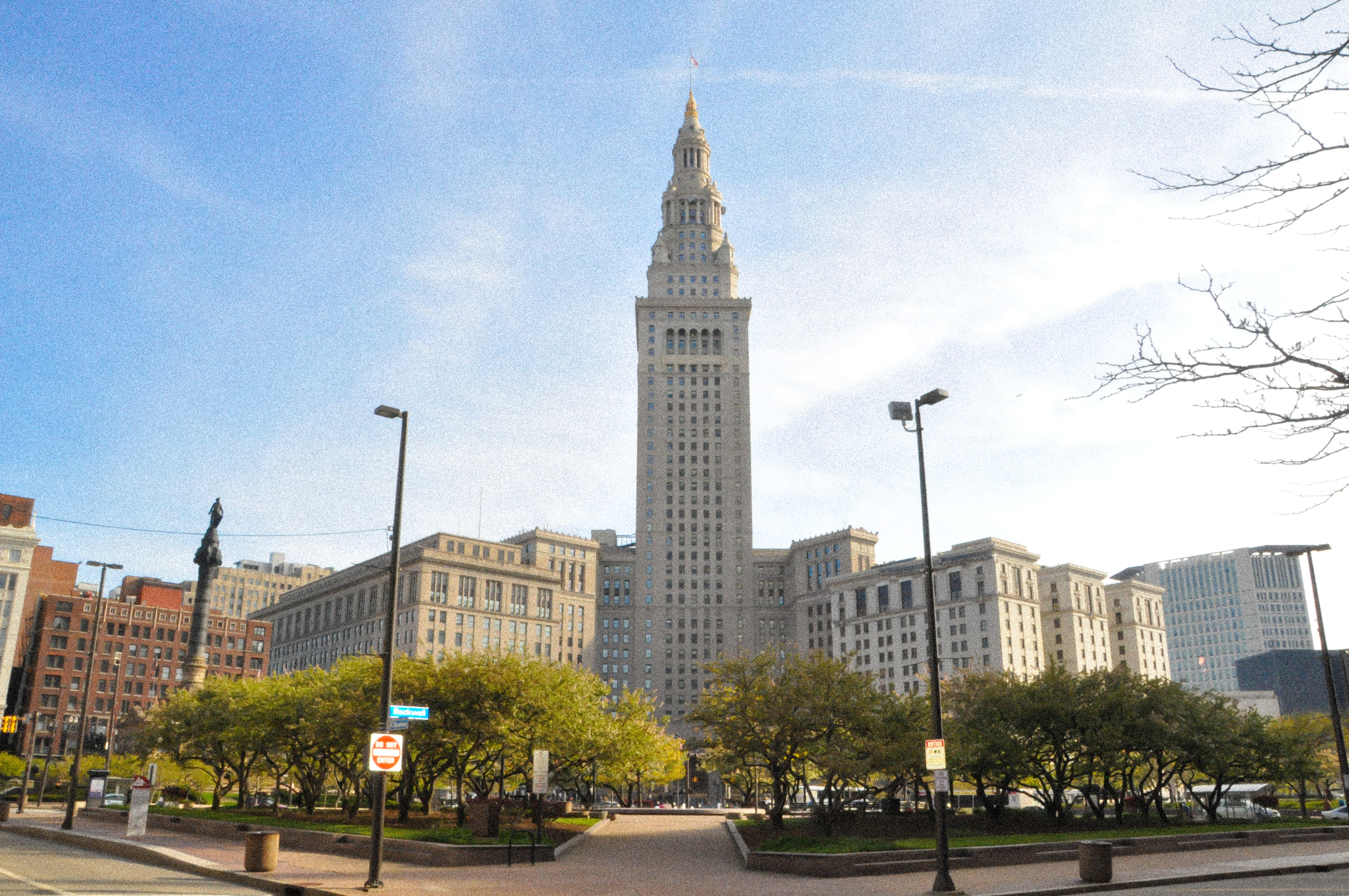
克里夫蘭廣場附近的终端塔

此籌款活動是由美國聯合勸募和特雷卜·海寧的Balloonart合作籌辦的。兩者花了六個月準備此活動。他們準備了一個長250英尺（76）、闊150英尺（46）、三層樓高，被網狀覆蓋著的結構去裝載著150萬個氣球。他們亦選了位於克里夫蘭西南方的廣場作為氣球釋放地點。之後，2500名學生和義工花了很多時間把氣球充滿氦氣。美國聯合勸募原本想釋放200萬個氣球，但他們最終將該數量減少至140萬。而同時，一些兒童會四處找人募捐，以一美金贊助兩個氣球。

## 釋放
在1986年9月27日，因為天文台預測暴雨將至，主辦單位決定提早釋放氣球。於北美東部時區約下午1時50分，近150萬個氣球從克里夫蘭廣場升起，包圍著终端塔並打破了迪士尼樂園在去年創下的同時釋放最多氣球的世界紀錄。

## 後果
這些氣球與冷空氣和雨水接觸，因此下降到地上，導致了俄亥俄州東北部很多道路和水道堵塞。有些氣球甚至在數天後，跨越國境到達加拿大的伊利湖岸邊。
兩名漁民，雷蒙德·布羅德里克和伯納德·蘇爾壽，在9月26日乘船到湖中時失蹤，其家屬於27日報警。救援人員在厄齊沃特公園附近找到他們的船只，然而美国海岸警卫队及直升機救援人員均因大量氣球而無法進行救援。最終，救援行動延至29日才開始，而兩人已經溺斃。其中一個漁民的妻子起訴美國聯合勸募和Balloonart，並要求他們賠償320萬美金。
部份氣球落在俄亥俄州梅迪納縣的一個牧場中，使得牧場主人路易斯的馬匹受到驚嚇。那些馬匹受到永久傷害，路易斯因此起訴美國聯合勸募，並要求10萬美金的賠償金。
伯克湖畔機場因為氣球的影響，被迫將一條跑道關閉半小時。同時，一些交通意外因為司機要避開氣球而發生。

## 外部連結
- 釋放氣球時的景象（页面存档备份，存于）